# Борки-Мале
Бо́рки-Ма́ле (пол. Borki Małe, нем. Klein Borek) — село в Польше в гмине Олесно Олесненского повета Опольского воеводства.

## История
Во время Верхнесилезского плебисцита 21 марта 1921 года большинство жителей села высказались за оставление в Германии (213 жителей высказалось за присоединение к Польше). В 1925 году в селе проживало 543 человека. 27 апреля 1936 года село было переименовано в Хайдельсдорф (Heidelsdorf).
В 1945 году село было включено в состав Силезского воеводства и стало именоваться польским названием Борки-Мале. В 1950 году село отошло к Опольскому воеводству.
В 1975—1998 годах село входило в Ченстоховское воеводство.

## Достопримечательности
- Церковь Успения Пресвятой Девы Марии.